# 維多利亞一哩賽
維多利亞一哩賽（日语：ヴィクトリアマイル）是日本中央競馬會（JRA）在東京競馬場舉辦，供4歲或以上雌馬參與的國際一級賽（GI），途程為草地1600米。
賽事名稱中的“維多利亞”是指古羅馬神話中的勝利女神 。

## 概述
雌馬作為賽馬及育馬業的重要一環，傳統上被認為需要提前退役並進行配種，因此長期以來一直欠缺以年長雌馬為目標的賽事。在1996年後，隨著開放作4歲或以上（現為3歲）雌馬的賽事導致更多年長雌馬服役，開始出現為年長雌馬增設重點賽事的聲音。另一方面，不少年長雌馬於歐洲及日本持續交出良好賽績，育馬業開始對雌馬的競賽表現日益重視。在這種情況下，此賽於2006年創立，作為4歲或以上雌馬於春季的對決。關於此次賽事的設立，日本中央競馬會內部曾有過不同意見，認為“為了提高日本國產馬匹的競賽水平，健康的雌馬應該提早退役成為種馬”。
自成立以來，已列為國際賽開放予外國訓練馬匹參賽，而屬於地方競馬的馬匹在指定賽事中達到規定成績亦可參賽。
從2017年起，此賽的前三名的馬匹將優先獲得當年的法國傑克莫華大賽（G1）的優先出賽權。
從2020年起，此賽被指定為育馬者盃挑戰系列的目標賽事，獲勝的馬匹將獲得當年的育馬者盃雌馬草地大賽 (G1)的優先出賽權和代為支付部分的報名費和交通費。
從2021年起，此賽亦納入法國隆尚磨坊大賽 (G1)的目標賽事，並給予前三名馬匹優先出賽權。

### 出賽條件
參賽資格：4歲或以上純種雌馬（最大出賽馬匹數量：18匹）
- JRA所屬馬
- 地方競馬所屬馬（僅限符合特定資格的馬匹）
- 外國訓練馬（最多9匹，優先出賽）

##### 優先出賽權
- 外國訓練馬
- 最高評分的5匹本地賽駒(從2012年開始，至少達106分)
- 於下表任何一項賽事中跑獲特定名次的JRA所屬馬

| 賽事名稱     | 級別 | 馬場       | 距離       | 特定名次 |
| ------------ | ---- | ---------- | ---------- | -------- |
| 阪神牝馬錦標 | GII  | 阪神競馬場 | 草地1600米 | 首名     |
| 福島牝馬錦標 | GIII | 福島競馬場 | 草地1800米 | 首名     |

- 於下表任何一項賽事中跑獲特定名次的地方競馬所屬馬（若賽駒為滿足高松宮紀念或大阪盃的條件，只可將優先出賽權用於此賽或安田紀念其中一項）[4]

| 賽事名稱     | 級別 | 馬場       | 距離       | 特定名次  |
| ------------ | ---- | ---------- | ---------- | --------- |
| 高松宮紀念   | GI   | 中京競馬場 | 草地1200米 | 首2名以內 |
| 大阪盃       | GI   | 阪神競馬場 | 草地2000米 | 首2名以內 |
| 阪神牝馬錦標 | GII  | 阪神競馬場 | 草地1600米 | 首2名以內 |
| 福島牝馬錦標 | GIII | 福島競馬場 | 草地1800米 | 首2名以內 |

其他屬於JRA的馬匹將根據以下條件決定：
- 「總獎金」+「過去1年的獎金」+「過去2年的GI（JpnI）賽事獎金」，獎金金額較多的馬匹優先。

除此之外，外國非2歲國際一級賽（不包括2歲賽事）或地方競馬泥地交流非2歲GI/JpnI賽事中獲勝的地方競馬所屬馬也有資格參加此賽。

## 歷史
- 2006年 - 指定為4歲或以上雌馬的JRA GI分級賽 。
- 2009年 - 升格為國際一級賽（GI），最多允許9匹外國訓練馬參賽。
- 2012年 - 更改出賽馬的選擇方法，外國訓練馬及獲最高評分的5匹本地賽駒可優先出賽。
- 2014年 - 建立引進賽制度，允許指定賽事的優勝馬優先出賽。
- 2020年 - 此賽納入育馬者盃挑戰系列的目標賽事；由於COVID-19流行 ，實行「閉門作賽」。

## 賽事紀錄
- 最快完成時間：1分30.5秒（2019年/第14屆首名馬匹：樸素無華）
- 最大勝出距離：7個馬位（2009年/第4屆首名馬匹：伏特加）
- 勝出最多次數騎師：李慕華（共4次：2012年/第12屆領銜女角、2020年/第15屆杏目、2021年/第16屆放聲歡呼及2025年/第20屆百塔意城）
- 勝出最多次數練馬師：藤原英昭（共3次：2008年/第3屆亞洲之風、2015年/第10屆真誠少女及2016年/第11屆真誠少女）
- 勝出最多次數馬主：Sunday Racing Co. Ltd.（共4次：2010年/第5屆迷人景致、2021年/第16屆放聲歡呼、2023年/第18屆前人足跡及2025年/第20屆百塔意城）
- 勝出最多次數種馬：富士奇蹟（2007年/第2屆戀曲、2008年/第3屆亞洲之風、2015年/第10屆真誠少女及2016年/第11屆真誠少女）及大震撼（2013年第8屆極峰、2014年第9屆極峰、2018年/第13屆子夜白光及2021年/第16屆放聲歡呼）

## 歷屆冠軍
| 屆數   | 日期          | 馬場 | 距離  | 優勝馬   | 性別/年齢 | 時間   | 騎師     | 練馬師   | 馬主                          |
| ------ | ------------- | ---- | ----- | -------- | --------- | ------ | -------- | -------- | ----------------------------- |
| 第1回  | 2006年5月14日 | 東京 | 1600m | 隨心起舞 | 雌5       | 1:34.0 | 北村宏司 | 藤澤和雄 | Shadai Race Horse Ltd         |
| 第2回  | 2007年5月13日 | 東京 | 1600m | 戀曲     | 雌4       | 1:32.5 | 松岡正海 | 奥平雅士 | 前川企劃                      |
| 第3回  | 2008年5月18日 | 東京 | 1600m | 亞洲之風 | 雌4       | 1:33.7 | 藤田伸二 | 藤原英昭 | 太田美實                      |
| 第4回  | 2009年5月17日 | 東京 | 1600m | 伏特加   | 雌5       | 1:32.4 | 武豊     | 角居勝彥 | 谷水雄三                      |
| 第5回  | 2010年5月16日 | 東京 | 1600m | 迷人景致 | 雌4       | 1:32.4 | 橫山典弘 | 松田博資 | Sunday Racing Co Ltd          |
| 第6回  | 2011年5月15日 | 東京 | 1600m | 夏威夷鳥 | 雌4       | 1:31.9 | 蛯名正義 | 國枝榮   | Kaneko Makoto Holdings Co Ltd |
| 第7回  | 2012年5月13日 | 東京 | 1600m | 捕鯨之旅 | 雌4       | 1:32.4 | 橫山典弘 | 田中清隆 | 嶋田賢                        |
| 第8回  | 2013年5月12日 | 東京 | 1600m | 極峰     | 雌4       | 1:32.4 | 內田博幸 | 友道康夫 | 佐佐木主浩                    |
| 第9回  | 2014年5月18日 | 東京 | 1600m | 極峰     | 雌5       | 1:32.3 | 内田博幸 | 友道康夫 | 佐佐木主浩                    |
| 第10回 | 2015年5月17日 | 東京 | 1600m | 真誠少女 | 雌6       | 1:31.9 | 戶崎圭太 | 藤原英昭 | 廣崎利洋                      |
| 第11回 | 2016年5月15日 | 東京 | 1600m | 真誠少女 | 雌7       | 1:31.5 | 戶崎圭太 | 藤原英昭 | 廣崎利洋控股                  |
| 第12回 | 2017年5月14日 | 東京 | 1600m | 領銜女角 | 雌4       | 1:33.9 | 李慕華   | 須貝尚介 | 近藤利一                      |
| 第13回 | 2018年5月13日 | 東京 | 1600m | 子夜白光 | 雌5       | 1:32.3 | 幸英明   | 西園正都 | G1 Racing Co Ltd              |
| 第14回 | 2019年5月12日 | 東京 | 1600m | 樸素無華 | 雌4       | 1:30.5 | 連達文   | 萩原清   | 池谷誠一                      |
| 第15回 | 2020年5月17日 | 東京 | 1600m | 杏目     | 雌5       | 1:30.6 | 李慕華   | 國枝榮   | Silk Racing Co. Ltd           |
| 第16回 | 2021年5月16日 | 東京 | 1600m | 放聲歡呼 | 雌5       | 1:31.0 | 李慕華   | 藤澤和雄 | Sunday Racing Co Ltd          |
| 第17回 | 2022年5月15日 | 東京 | 1600m | 純淨之輝 | 雌4       | 1:32.2 | 吉田隼人 | 須貝尚介 | Kaneko Makoto Holdings Co Ltd |
| 第18回 | 2023年5月14日 | 東京 | 1600m | 前人足跡 | 雌5       | 1:32.2 | 戶崎圭太 | 林徹     | Sunday Racing Co Ltd          |
| 第19回 | 2024年5月12日 | 東京 | 1600m | 十歡薔薇 | 雌6       | 1:31.8 | 津村明秀 | 高柳大輔 | 天白泰司                      |
| 第20回 | 2025年5月18日 | 東京 | 1600m | 百塔意城 | 雌4       | 1:32.1 | 李慕華   | 黑岩陽一 | Sunday Racing Co Ltd          |

## 來自戰線
以下列表列出獲得自引入分級制以來，歷屆冠軍上次出賽賽事及上次勝出賽事：
| 詳細戰線列表 |          |                  |      |        |                |          |
| 年份         | 馬匹     | 上次出賽賽事     | 級別 | 名次   | 上次勝出賽事   | 級別     |
| 2006         | 隨心起舞 | 讀賣盃           | GII  | 亞軍   | 櫻花賞         | GI       |
| 2007         | 戀曲     | 打吡公爵挑戰盃   | GIII | 亞軍   | 皇后盃         | GIII     |
| 2008         | 亞洲之風 | 阪神牝馬錦標     | GII  | 冠軍   | 同左           | 同左     |
| 2009         | 伏特加   | 杜拜草地大賽     | GI   | 第7名  | 秋季天皇賞     | GI       |
| 2010         | 迷人景致 | 杜拜司馬經典賽   | GI   | 亞軍   | 京都紀念       | GII      |
| 2011         | 夏威夷鳥 | 讀賣盃           | GII  | 殿軍   | 秋華賞         | GI       |
| 2012         | 捕鯨之旅 | 中山牝馬錦標     | GIII | 第5名  | 玫瑰錦標       | GII      |
| 2013         | 極峰     | 產經大阪盃       | GII  | 第6名  | 皇后盃         | GIII     |
| 2014         | 極峰     | 阪神牝馬錦標     | GII  | 第11名 | 維多利亞一哩賽 | GI       |
| 2015         | 真誠少女 | 高松宮紀念       | GI   | 第13名 | 絲路錦標       | GIII     |
| 2016         | 真誠少女 | 阪神牝馬錦標     | GII  | 第9名  | 短途馬錦標     | GI       |
| 2017         | 領銜女角 | 阪神牝馬錦標     | GII  | 亞軍   | 飛鳥錦標       | 1600萬下 |
| 2018         | 子夜白光 | 阪神牝馬錦標     | GII  | 第5名  | 秋風錦標       | 1600萬下 |
| 2019         | 樸素無華 | 中山牝馬錦標     | GIII | 第7名  | 紫苑錦標       | GIII     |
| 2020         | 杏目     | 有馬紀念         | GI   | 第9名  | 秋季天皇賞     | GI       |
| 2021         | 放聲歡呼 | 大阪盃           | GI   | 殿軍   | 一哩冠軍賽     | GI       |
| 2022         | 純淨之輝 | 二月錦標         | GI   | 季軍   | 札幌紀念       | GII      |
| 2023         | 前人足跡 | 1351草地短途錦標 | GIII | 第10名 | 安田紀念       | GI       |
| 2024         | 十歡薔薇 | 阪神牝馬錦標     | GII  | 第6名  | 朱鷺錦標       | L        |
| 2025         | 百塔意城 | 1351草地短途錦標 | GII  | 冠軍   | 同左           | 同左     |

## 圖輯

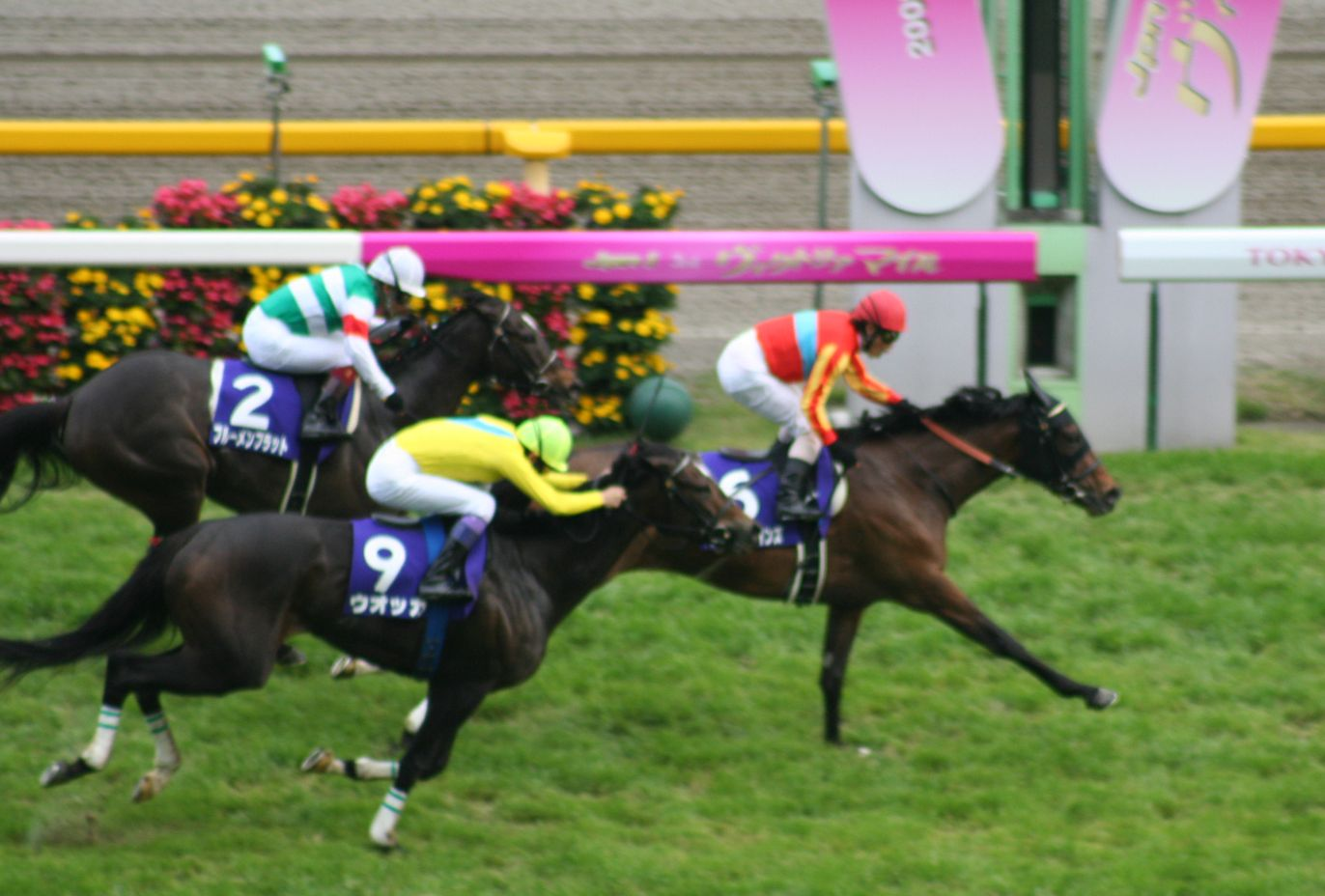
2008年冠軍「亞洲之風」
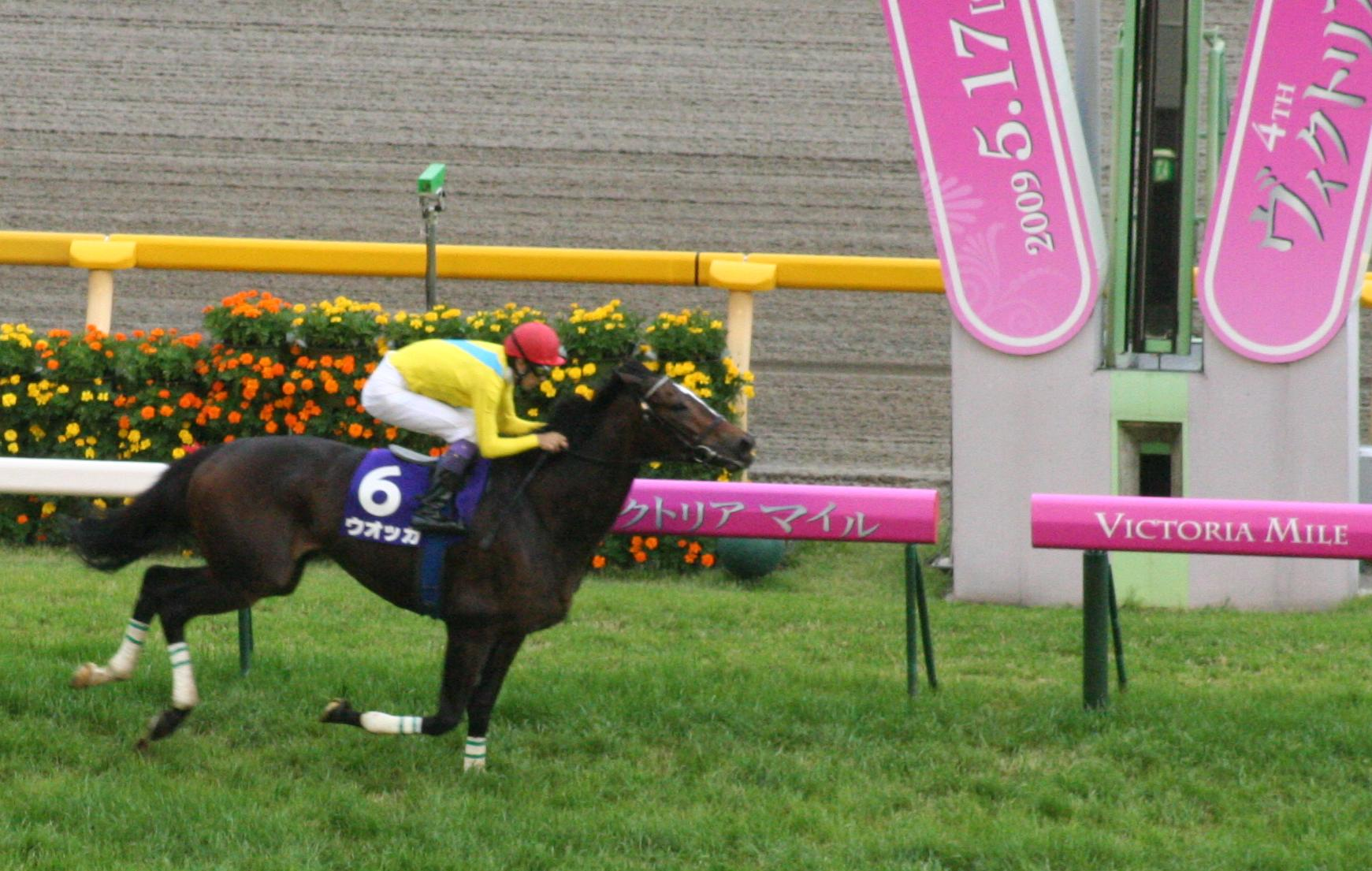
2009年冠軍「伏特加」
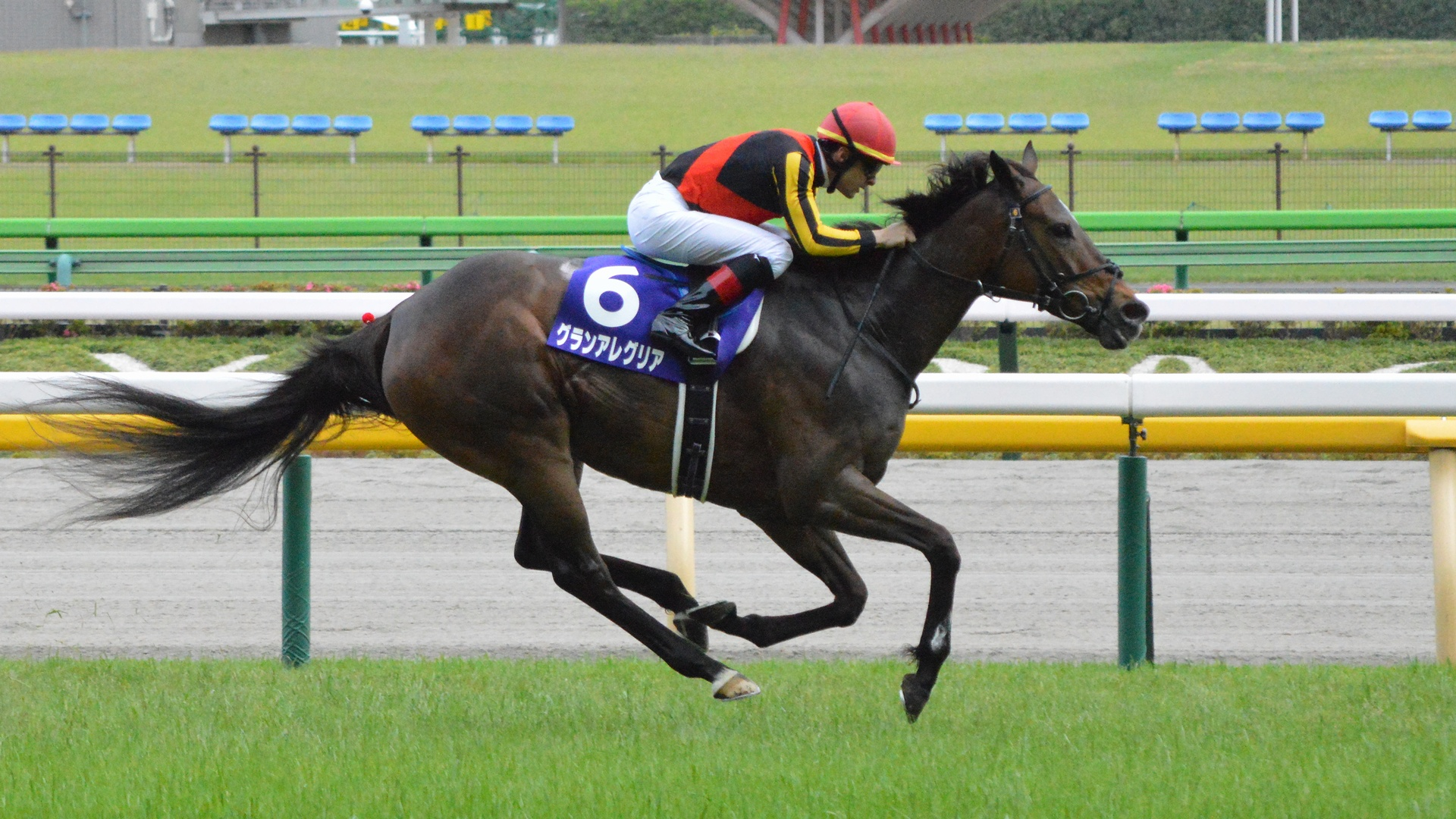
2021年冠軍「放聲歡呼」
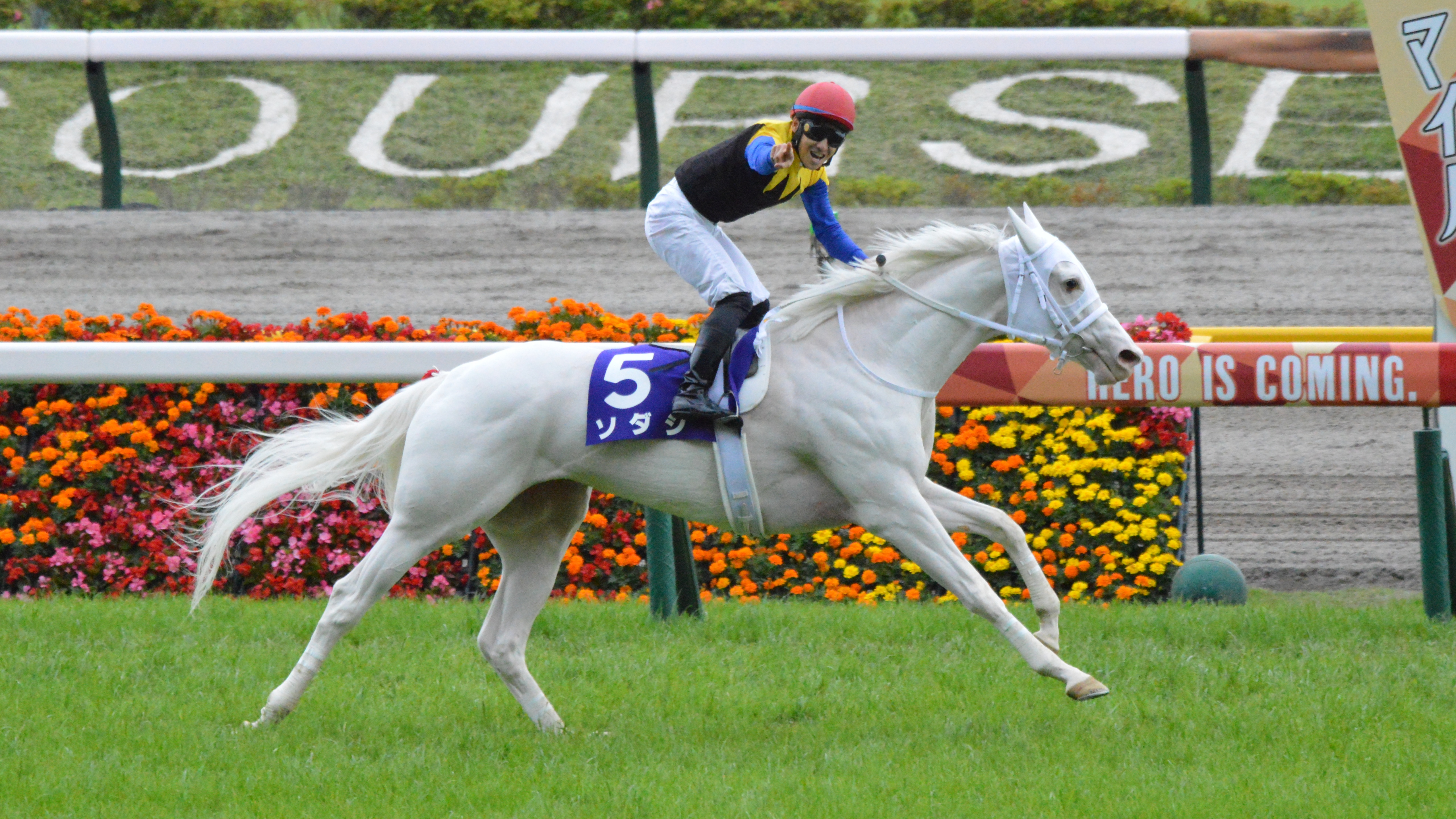
2022年冠軍「純淨之輝」
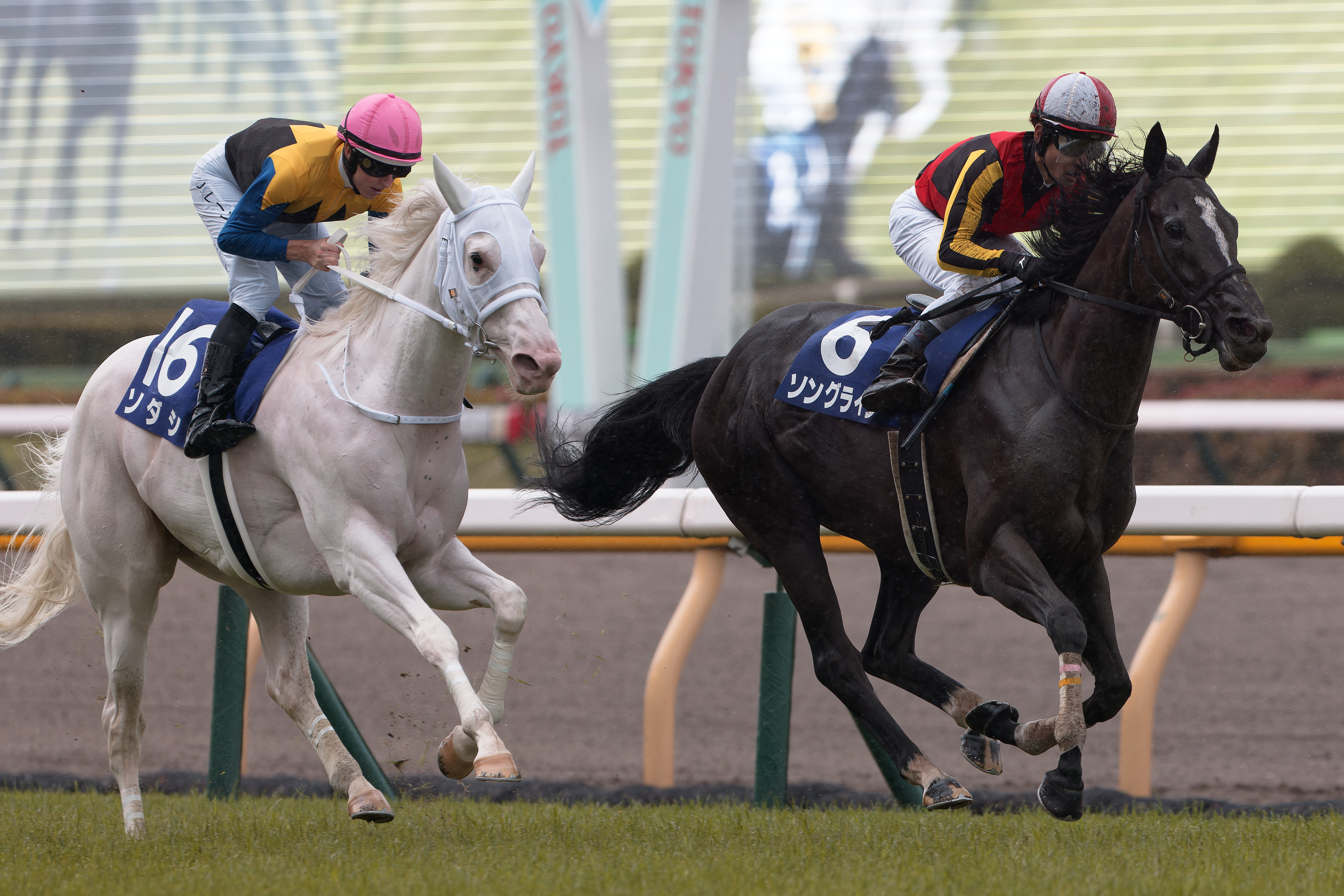
2023年冠軍「前人足跡」
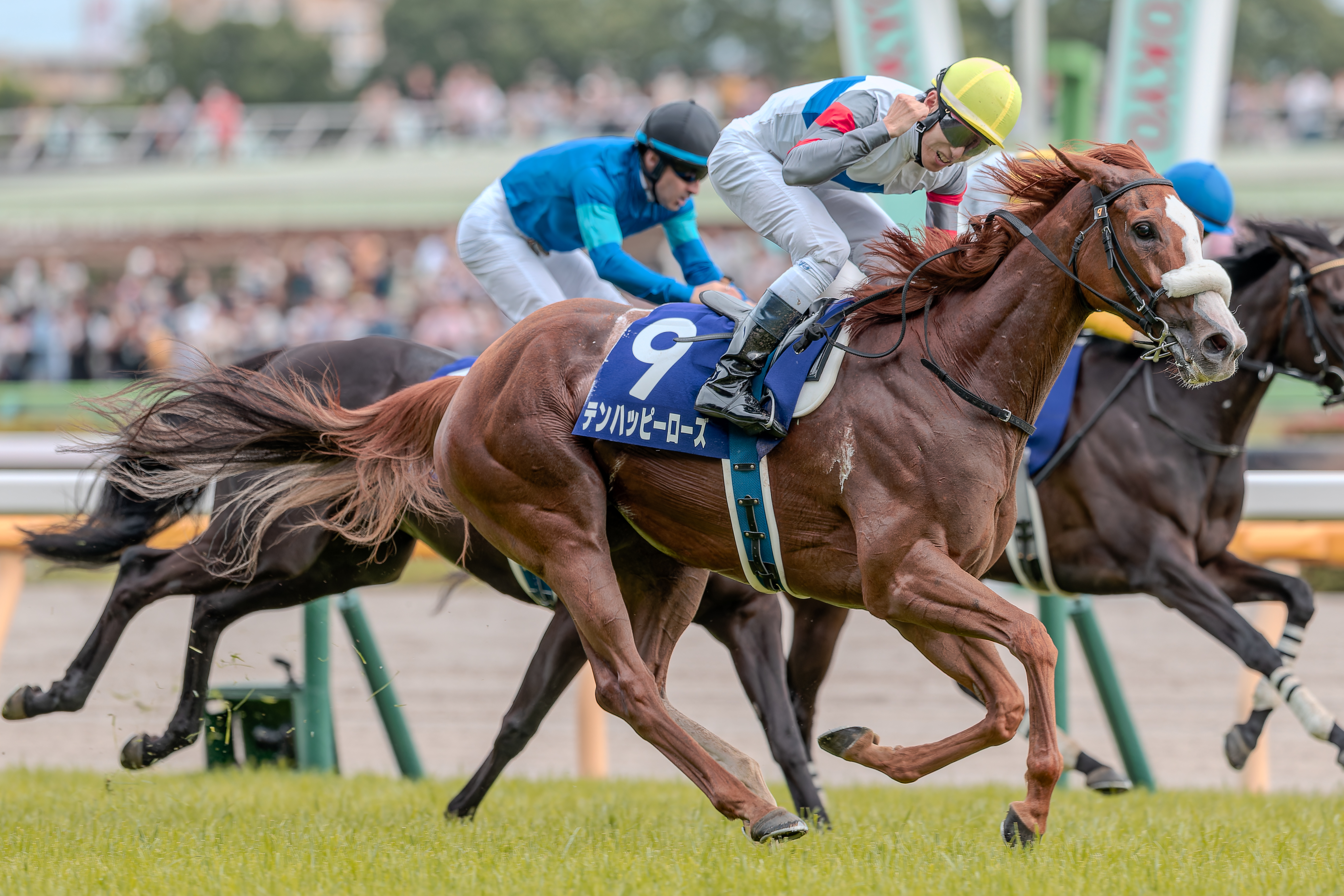
2024年冠軍「十歡薔薇」

## 外部連結
- Horse Racing in Japan（页面存档备份，存于）